# Elymnias ivena
Elymnias ivena är en fjärilsart som beskrevs av Hans Fruhstorfer 1911. Elymnias ivena ingår i släktet Elymnias och familjen praktfjärilar. Inga underarter finns listade i Catalogue of Life.